# 리처드 윌리엄스 (테니스 코치)

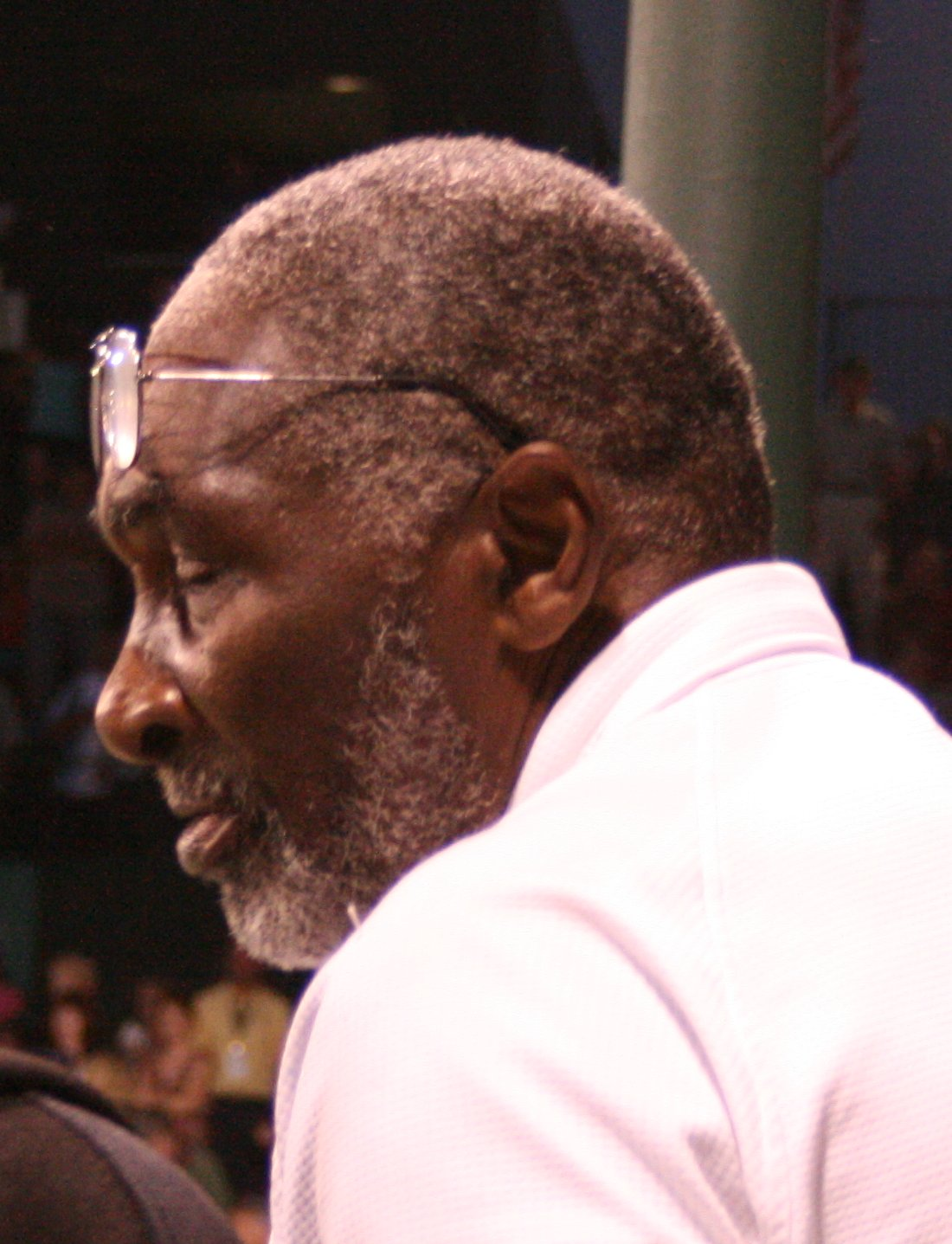
리처드 윌리엄스

리처드 도브 윌리엄스 주니어(영어: Richard Dove Williams Jr., 1942년 2월 14일 ~ )는 미국의 테니스 코치로, 비너스 윌리엄스와 세리나 윌리엄스의 아버지이다.

## 어린 시절
윌리엄스는 루이지애나주 슈리브포트의 줄리아 메이 멧커프(1985년 사망)와 리처드 도브 윌리엄스 시니어의 5남매 중 장남이자 외아들로 태어났다. 여동생은 팻, 바버라, 페니, 페이이다. 한동안 이 가족은 철로 근처 이스트 79번가에 살았다.
윌리엄스는 고등학교를 졸업하고 미시간주 새기노로 이사 했고 나중에 캘리포니아주로 이사했다.

## 테니스 코치
윌리엄스는 "올드 위스키"(Old Whisky)로 알려진 남자로부터 테니스 레슨을 받았고, 버지니아 루지치가 텔레비전에서 경기하는 것을 보고 딸이 테니스 선수를 시켜야 겠다고 결정했다. 윌리엄스는 85페이지 분량의 계획서를 작성하여 4살과 2살인 비너스와 세리나에게 레슨을 시작했으며 공공 테니스 코트에 데려가기 시작했다고 말했다.

## 관련 영화
- 킹 리차드